# PSA Super Series Finals 2004/05
Die 12. PSA Super Series Finals der Herren fanden vom 9. bis 13. Mai 2005 in London, England statt. Das Turnier gehörte zur PSA World Tour 2004/05 war mit 70.000 US-Dollar dotiert.
Titelverteidiger war Thierry Lincou, der auch in diesem Jahr das Finale erreichte. Dort unterlag er Jonathon Power mit 11:7, 11:6 und 11:2. Dies war Powers zweiter Titel bei diesem Turnier nach 2003. Peter Nicol musste verletzungsbedingt in seiner zweiten Vorrundenpartie aufgeben, sodass er in der dritten Partie durch Anthony Ricketts ersetzt wurde.

## Ergebnisse

### Gruppe A

#### Tabelle
| Pos. | Spieler          | Spiele | Sätze | Punkte  |
| ---- | ---------------- | ------ | ----- | ------- |
| 1    | Thierry Lincou   | 3:0    | 9:5   | 143:116 |
| 2    | Jonathon Power   | 2:1    | 7:3   | 99:55   |
| 3    | Peter Nicol      | 1:1    | 5:7   | 45:65   |
| 4    | Anthony Ricketts | 0:1    | 2:3   | 51:57   |
| 5    | Amr Shabana      | 0:3    | 3:9   | 76:119  |

#### Ergebnisse
| Spieler        | Spieler          | Ergebnis                       |
| -------------- | ---------------- | ------------------------------ |
| Thierry Lincou | Jonathon Power   | 11:6, 8:11, 11:7, 11:9         |
| Peter Nicol    | Amr Shabana      | 8:11, 11:9, 11:7, 11:5         |
| Jonathon Power | Peter Nicol      | 2:4 Aufgabe                    |
| Thierry Lincou | Amr Shabana      | 6:11, 6:11, 11:5, 11:4, 11:1   |
| Jonathon Power | Amr Shabana      | 11:4, 11:4, 11:4               |
| Thierry Lincou | Anthony Ricketts | 11:8, 8:11, 12:14, 15:13, 11:5 |

### Gruppe B

#### Tabelle
| Pos. | Spieler         | Spiele | Sätze | Punkte  |
| ---- | --------------- | ------ | ----- | ------- |
| 1    | David Palmer    | 2:1    | 8:5   | 119:111 |
| 2    | Lee Beachill    | 2:1    | 8:5   | 119:111 |
| 3    | James Willstrop | 2:1    | 6:6   | 118:117 |
| 4    | Nick Matthew    | 0:3    | 3:9   | 103:132 |

#### Ergebnisse
| Spieler         | Spieler         | Ergebnis                      |
| --------------- | --------------- | ----------------------------- |
| Lee Beachill    | Nick Matthew    | 11:4, 9:11, 11:6, 10:12, 11:2 |
| James Willstrop | David Palmer    | 7:11, 11:3, 11:9, 6:11, 11:7  |
| Lee Beachill    | James Willstrop | 11:7, 16:14, 11:9             |
| David Palmer    | Nick Matthew    | 11:9, 14:12, 11:9             |
| David Palmer    | Lee Beachill    | 5:11, 11:5, 8:11, 11:3, 11:4  |
| James Willstrop | Nick Matthew    | 10:12, 11:8, 11:8, 12:10      |

### Halbfinale
| Spieler        | Spieler      | Ergebnis                       |
| -------------- | ------------ | ------------------------------ |
| Thierry Lincou | Lee Beachill | 6:11, 11:9, 5:11, 16:14, 11:3  |
| Jonathon Power | David Palmer | 6:11, 15:13, 11:6, 8:11, 13:11 |

### Finale
| Spieler        | Spieler        | Ergebnis         |
| -------------- | -------------- | ---------------- |
| Jonathon Power | Thierry Lincou | 11:7, 11:6, 11:2 |